# Eutetrapha
Eutetrapha — род жесткокрылых из семейства усачей.

## Описание
Бока надкрылий с резко выступающим продольным плечевым рёбрышком, иногда надкрылья с металлически-зеленоватым волосяным покровом.

## Систематика
В составе рода:
- Eutetrapha biscostata Hayashi, 1994
- Eutetrapha cinnabarina Pu, 1986
- Eutetrapha elegans Hayashi, 1966
- Eutetrapha laosensis Breuning, 1965
- Eutetrapha metallescens (Motschulsky, 1860)
- Eutetrapha ocelota (Bates, 1873)
- Eutetrapha sedecimpunctata (Motschulsky, 1860)
- †Eutetrapha striolata Zhang, 1989